# ブリッジ生産
ブリッジ生産（ブリッジせいさん）とは、同じ製品を同じ時期に複数の工場で生産すること。並産とも言う。

## 概要
受注内容を一ヶ所にまとめ、工場の生産能力・生産計画に応じて生産指示を割り振ることで無駄のない生産体制を実現する方法で、自動車をはじめとする製造業で用いられる。
- メリット
  - 生産能力不足の解消。
  - 納品場所に近い工場での生産による輸送コストの削減。
  - 一方の工場（新規に立ち上がる工場など）で平準生産をするために、受注のバラツキを他方（既存）の工場で吸収し安定させる。

- デメリット
  - 各生産拠点により、品質にバラツキが生じる。
  - 厳密にロット管理をしなければ、不具合発生時などに生産地の特定がしづらい。